# Bedford CF
Bedford CF to lekka ciężarówka produkowana przez brytyjską firmę Bedford w latach 1969–1988.

## Historia i opis modelu

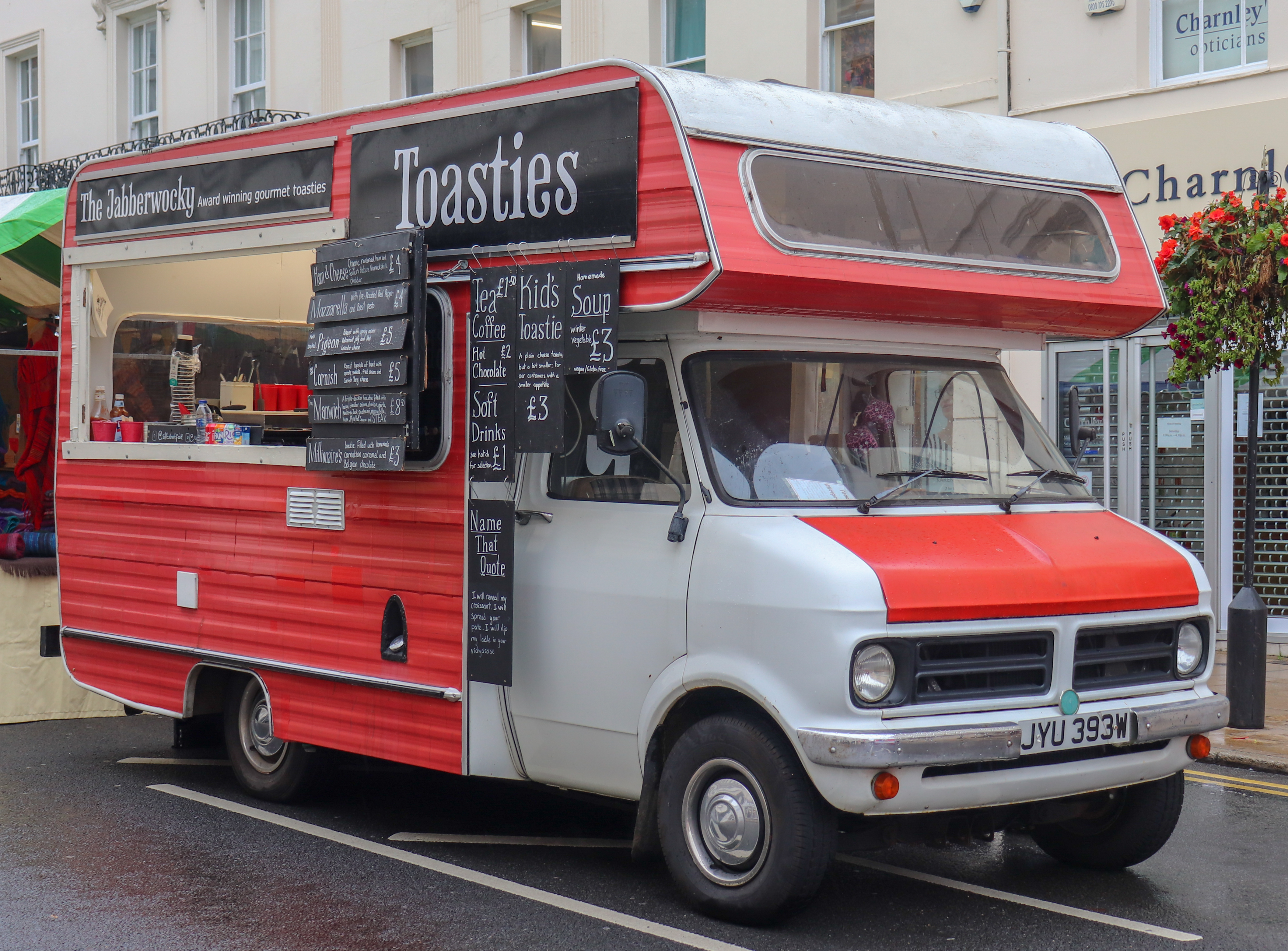
1981 Bedford CF 220 furgonetka z jedzeniem 2.3

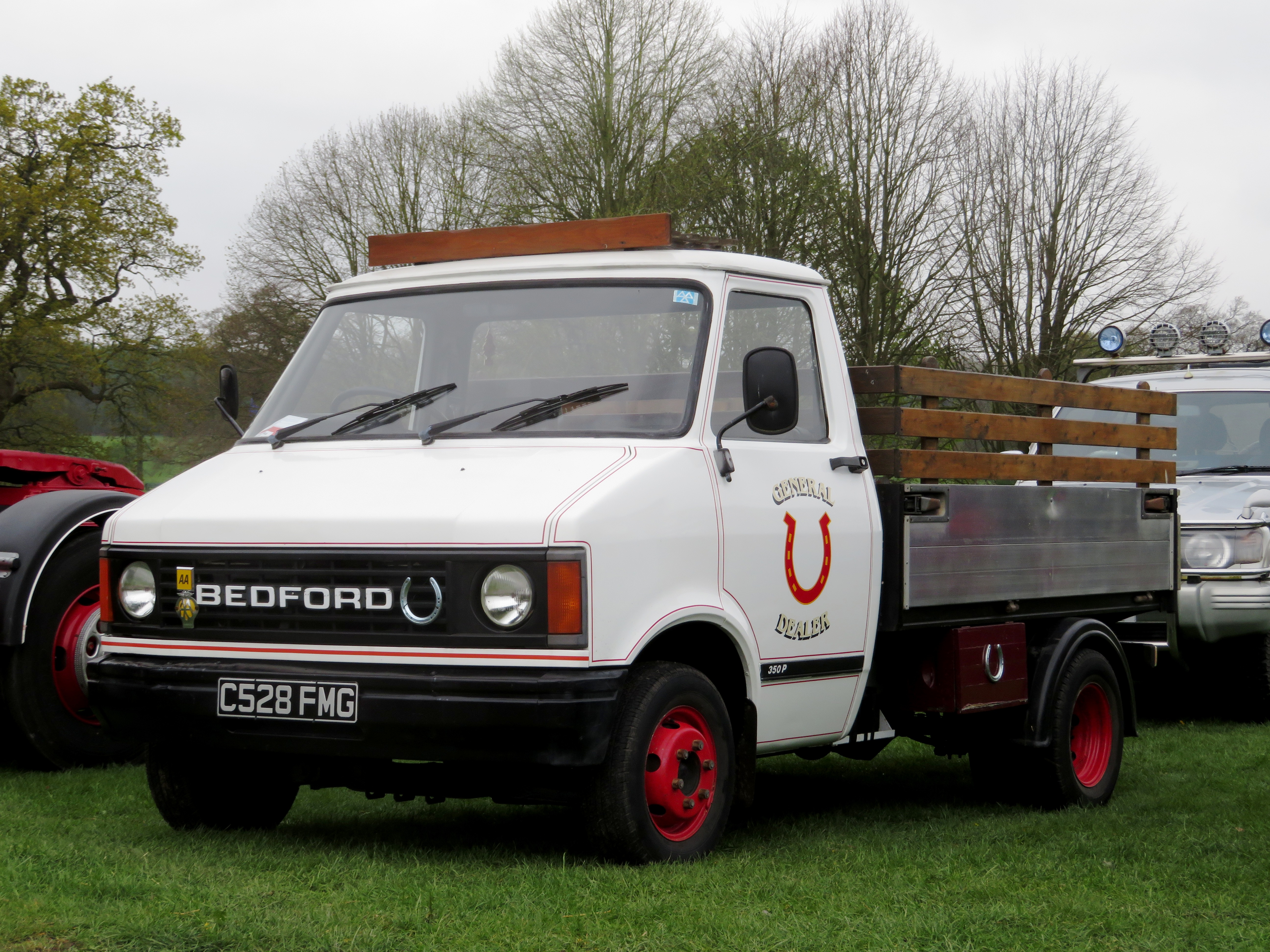
Ciężarówka Bedford CF 350 z 1987 roku

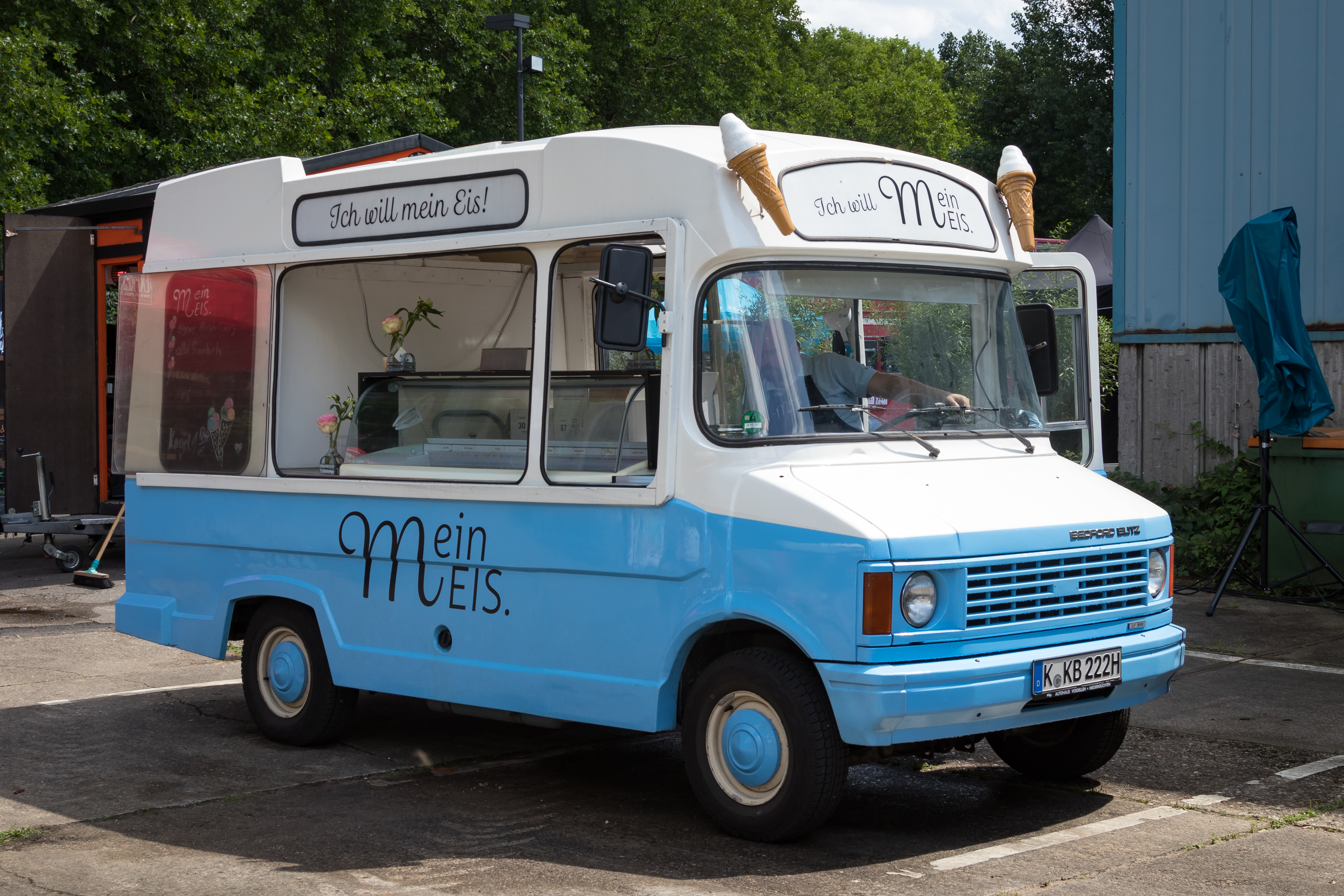
Furgonetka z lodami Bedford Blitz z 1983 roku

Bedford CF został zaprojektowany w latach 60. jako lekka ciężarówka, mająca zastąpić przestarzałe, mniejsze modele Bedford CA i większe Bedford TJ. Zaprojektowany przez General Motors we współpracy z modelem Chevrolet Van III z 1971 r., Bedford CF miał być lżejszą i mniejszą wersją tego vana przeznaczoną na rynek europejski. W furgonetce zastosowano silniki L4 firm Vauxhall i Opel, dostępne były również silniki wysokoprężne Perkins. Furgonetka ta konkuruje głównie z podobnej wielkości Ford Transit i przez pewien czas była najpopularniejszym furgonetką w Wielkiej Brytanii. Mimo że produkcję modelu CA zakończono w 1969 r., w momencie rozpoczęcia produkcji modelu CF, produkcja modelu TJ trwała do 1975 r., kiedy to wycofano go z rynku brytyjskiego. W 1973 roku rozpoczęto eksport modelu Bedford CF do Niemiec pod nazwą Bedford Blitz, zastępując nim poprzedni model Opel Blitz. Z biegiem lat sprzedaż modelu Bedford CF zaczęła spadać ze względu na przestarzałą konstrukcję i silniejszą konkurencję zagraniczną, głównie ze strony Ford Transit oraz importowanych samochodów niemieckich i japońskich. W tym czasie fabryka Bedford w Luton, w której produkowano model CF, została przekształcona w spółkę joint venture z Isuzu, a fabryka w Dunstable, produkująca ciężarówki średniej ładowności, została sprzedana przedsiębiorcy David JB Brown, który zmienił jej nazwę na AWD Trucks. W 1992 roku została sprzedana firmie Marshall Aerospace, która przeniosła całą produkcję do Cambridge i wykorzystywała ją do 1998 roku. W 1986 roku Bedford rozpoczął produkcję modelu Bedford Midi, przemianowanego na Isuzu Fargo, jako następcy modelu Bedford CF, którego produkcja trwała jednak aż do 1988 roku.

### Wersje
- Bedford CF 220 - wersja o ładowności 560 kg.
- Bedford CF 230 - wersja o ładowności 750 kg.
- Bedford CF 250 - wersja o ładowności 890 kg.
- Bedford CF 270 - wersja o ładowności 980 kg.
- Bedford CF 280 - wersja o ładowności 1 tony.
- Bedford CF 340 - wersja o ładowności 1,2 tony.
- Bedford CF 350 - wersja o ładowności 1,9 tony.

### Silniki
- L4 1.5l OHV
- L4 1.6l OHV
- L4 1.8l OHV
- L4 2.3l OHV
- L6 2.9l OHV
- L6 3.3l OHV